# Włynkowo
Włynkowo (kaszb. Wlynkòwò lub Flynkòwò, niem. Flinkow) – wieś w Polsce położona w województwie pomorskim, w powiecie słupskim, w gminie Redzikowo.
W latach 1975–1998 miejscowość administracyjnie należała do województwa słupskiego.

## Nazwa
Nazwa, wzmiankowana po raz pierwszy w 1281, ma pochodzenie słowiańskie i charakter topograficzny. Powstała przez dodanie do pom. nazwy pospolitej *vlenk „miejsce wilgotne, wysięk” (psł. *vъlьnъkъ, por. Wel, Wawel) formantu -owo. Friedrich Lorentz odnotował formy nazwy w lokalnych gwarach słowińskich: Vlḯnkɵvɵ, Vlį̈́nkɵvɵ wraz z nazwami mieszkańców – zarówno z pominiętym formantem -ɵv-: 'Vlį̈́nčȯu̯n, Vlį̈́nčȯu̯nkă „włynkowianin, włynkowianka”, jak i w postaci pełnej: Vlį̈́nkɵvjȯu̯n, Vlį̈́nkɵvjȯu̯nkă „ts.”. Niemiecka nazwa Flinkow jest adaptacją fonetyczną pierwotnej nazwy słowiańskiej, a współczesna nazwa polska Włynkowo w miejsce oczekiwanej *Wlenkowo – efektem hiperpoprawnej rekonstrukcji KUNM.
Rada Języka Kaszubskiego proponuje opartą na polskiej kaszubską formę nazwy Włinkòwò.